# モドック郡 (カリフォルニア州)
モドック郡（英: Modoc County）は、アメリカ合衆国カリフォルニア州の北東隅に位置する郡であり、北はオレゴン州、東はネバダ州との州境に位置する。2000年国勢調査での人口は9,449人だったが、2010年では9,686人と2.5%増加した。現在の郡庁所在地はアルトゥラスであり、郡内では唯一法人化された都市である。以前はレイクシティやセンタービルに郡庁所在地があったが、特にセンタービルは現在ゴーストタウンになっている。郡の公式スローガンは「最後の最良の場所」および「西部が今も生きている場所」である。
モドック郡の領域の大部分は連邦政府所有地である。アメリカ合衆国森林局、土地管理局、国立公園局、インディアン問題管理局および魚類野生生物管理局など幾つかの連邦政府機関があり、郡経済のかなりの部分を構成し、田園地域にサービスを提供している。
モドック郡はカリフォルニア州で唯一オレゴン州とネバダ州に接する郡であり、合衆国の州に2つ以上接していることでは州内で2つしかない郡の1つである。もう1つは州南部にあるサンバーナーディーノ郡で、ネバダ州とアリゾナ州に接している。

## 歴史
モドック郡となった地域にヨーロッパ人が訪れる以前はインディアンが住んでいた。クラマス川水源地帯に住んだモドック族は北のオレゴンに住んだクラマス族から分かれた著名部族であり、郡名の元になった。郡内には他にもアチュマウィ族（あるいはピット族、ピット川の名前の元）とパイユート族という大きな部族がいた。この地域を訪れた最初のヨーロッパ人探検家は1846年のアメリカ人探検家ジョン・C・フレモントとその探検隊（キット・カーソンも入っていた）であり、アメリカン川とサクラメント川の合流点（現在サクラメント市がある）に近いサッター砦を出発したものだった。
地域のインディアンはヨーロッパ人による植民地化に激しく抵抗した。1872年から1873年のモドック戦争、あるいはラバベッズ戦争では、現在ラバベッズ国立保護区となっている溶岩洞に隠れたかなり小さなモドック族戦士の一隊を、勢力では遙かに勝るアメリカ陸軍が捕まえられずに戦いが長引いた時に全国的な注目を浴びた。この戦争はアメリカ政府がクラマス族からモドック族に属する土地を購入したという口実でモドック族をオレゴン州のクラマス・インディアン居留地に移動させようとした時に起こった。クラマス族の人々がモドック族は歓迎されないことを明らかにしたために、モドック族の中から居留地を離れる者がいた。キャプテン・ジャックの同伴者が休戦会議の席でエドワード・キャンビー将軍を射殺したことで、キャプテン・ジャックの要塞を包囲することになった。インディアンは包囲戦に不慣れであり、飢えて弱らされた後には降伏するしかなかった。

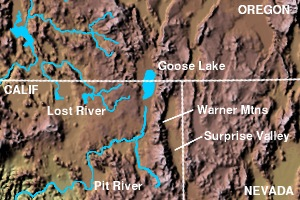
ウォーナー山脈とサプライズ・バレー周辺の地形

カリフォルニア州の北側州境、すなわちモドック郡の北側境はメキシコ領だったときから北緯42度線とされていたが、西経120度線については信頼できる測量が行われていなかったために、北カリフォルニアの東側境界はモドック郡が設立される前に論争の対象になった。ユタ準州はシエラネバダ山脈の稜線までの支配権を要求した。当時ウォーナー山脈はシエラネバダ山脈の一部と考えられていたので、その場合はサプライズ・バレーまで含まれることになるはずだったが、カリフォルニア州はその要求を撥ね付けた。
1856年、ハネーレイク・バレーの住人が、西経120度線がそのバレーの西にあるものだとして、そこをユタ準州の中に入れ、さらにそこから分離してナタクアと呼ばれる準州を創ろうとした。そうするために子午線がある位置を考えると、ナタクアにはモドック郡も含まれることになっていた。1858年、ネバダ準州が現在のカーソンシティを州都にしてユタ準州からの分離に成功し、西経120度線が1863年に測量されるまでシエラネバダ山脈稜線地帯をその領域とした。
1864年にネバダが州に昇格した後、現在のモドック郡がある地域はシャスタ郡の域内とされ、その後1852年にシャスタ郡から分離創設されたシスキュー郡内とされた。モドック郡自体は、1874年2月17日に当時のニュートン・ブース州知事がカリフォルニア州法に署名した時に形成された。これはサプライズ・バレーの住人がシスキュー郡東部から新しい郡を創設する働きかけを行った結果だった。郡の住人は郡名を決めるにあたって、その頃モドック族との戦闘で戦死していたエドワード・キャンビー将軍に因んで付けることを検討した。また「サミット」という名前も候補に上ったが、最終的に「モドック」に落ち着いた。
1871年にドリス・ブリッジ郵便局が開設され、1874年にはこれがドリスビルに改名された。その年にモドック郡が創設されたとき、ドリスビルがその中央にあったので郡庁所在地になった。ただし、当時の人口ではアディンとシーダービルの方が大きな町だった。1876年、ドリスビルはスペイン語で「高地」を意味するアルトゥラスに改名された。1880年の国勢調査では、アルトゥラスの人口は148人だった。しかし、その後も入植が続き、1901年9月16日には公式に法人化され、郡内では唯一の法人化都市となった。

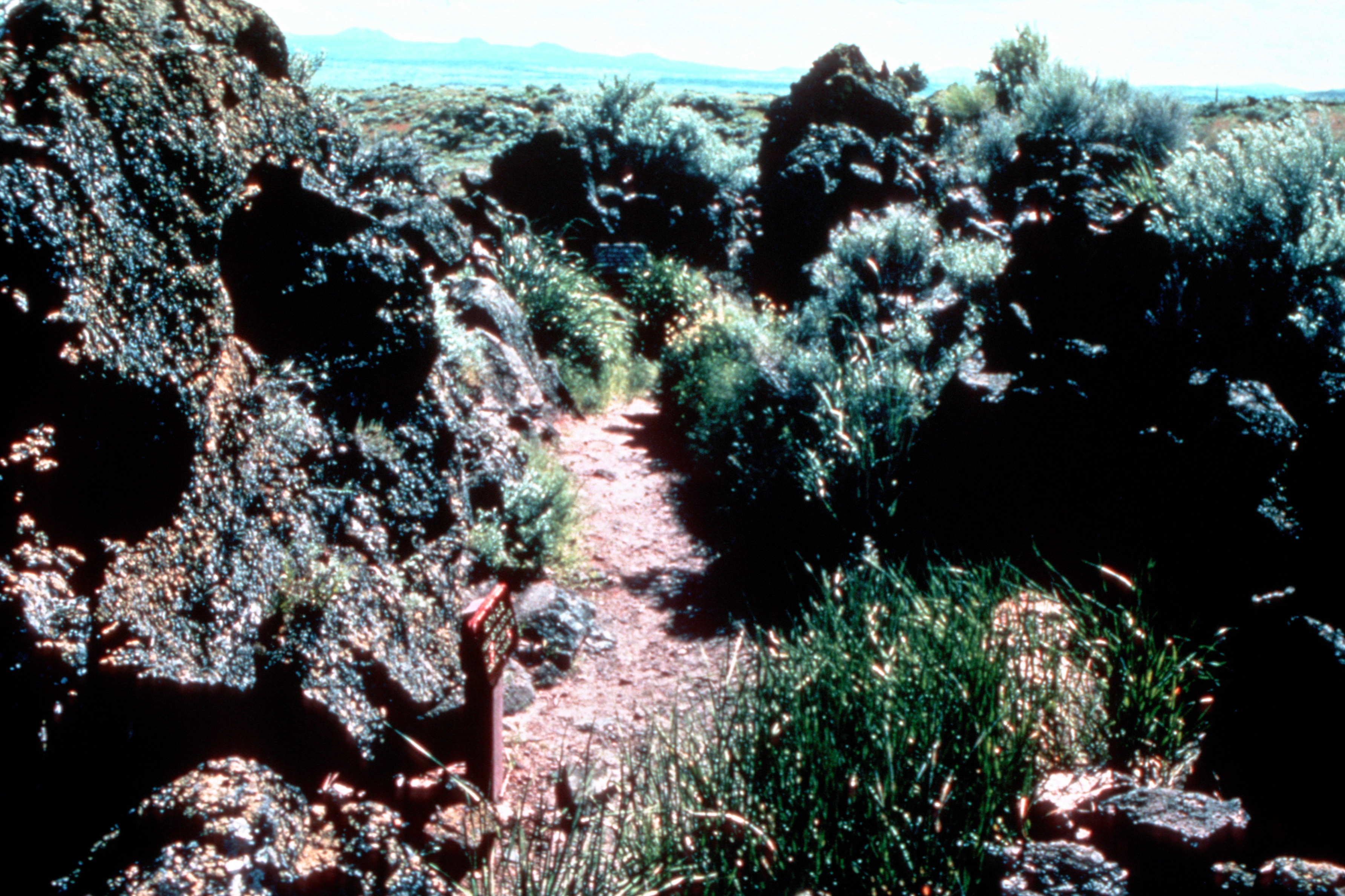
キャプテン・ジャックの要塞

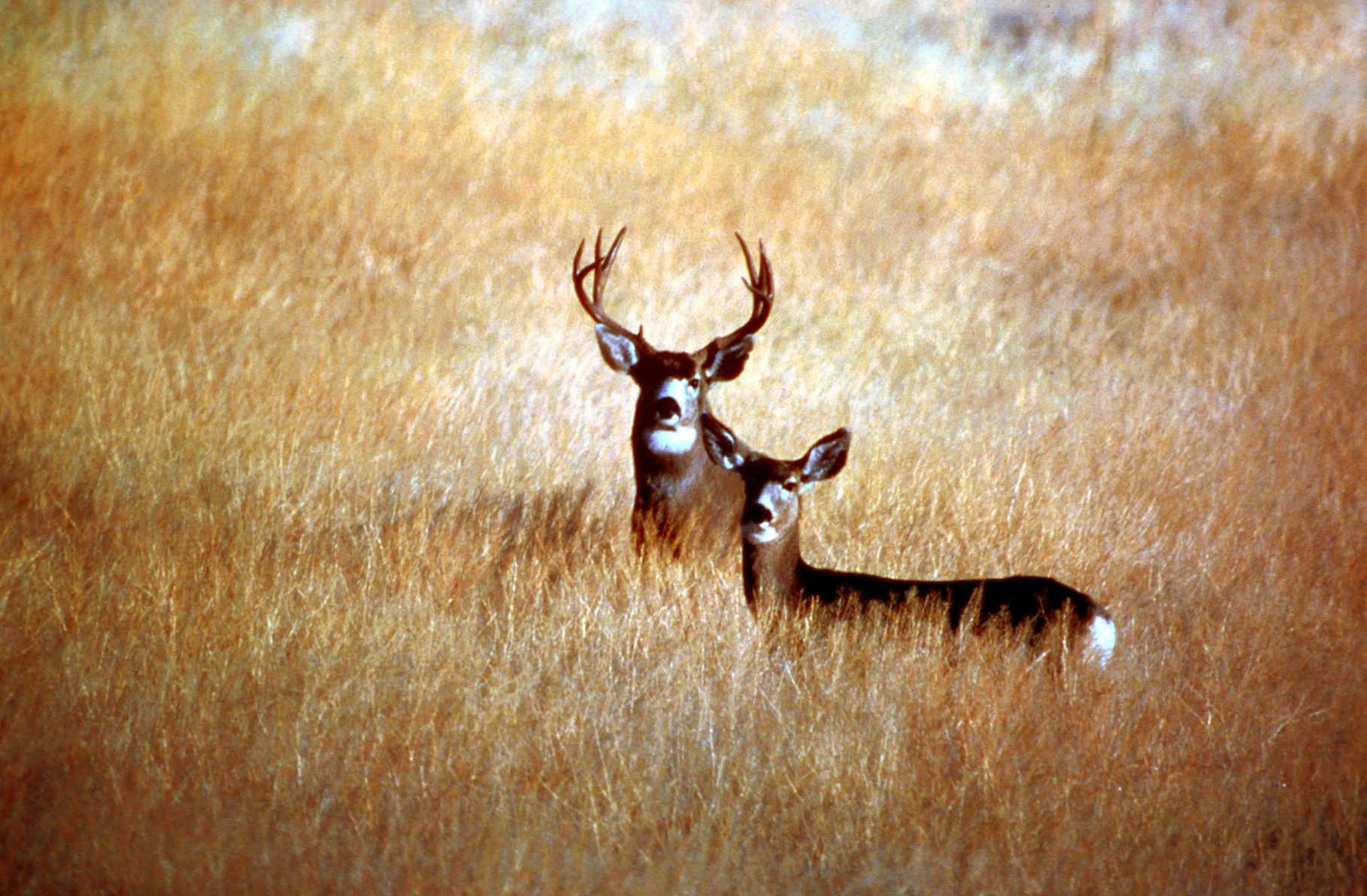
ミュールジカ

1870年代には郡内の開拓が積極的に始まり、木材、金、農業および鉄道産業が郡内に開拓者を惹き付けた。モドック郡はネバダ州からの開拓者を北のオレゴン・トレイルに誘導するラッセン・アップルゲート・トレイルと、南のカリフォルニアセントラルヴァレーに誘導する道の交差点にあった。初期の開拓者の中にはドリス、ベリー、エセックス、シェアラー、トランボ、フラウアノイ、ポーランダー、キャンベルなどの一族がいた。
第二次世界大戦の時、ニューウェルの南、数千エーカーの土地が日系アメリカ人強制収容所であるトゥール湖戦時転住所として使われ、数千人の日系アメリカ人を一時的に収容した。ニューウェルを通るカリフォルニア州道139号線沿いに歴史標識が立てられている。トゥール湖は「隔離施設」としては最大のものだった。2005年11月8日、ダイアン・ファインスタイン上院議員がこの跡地を国定歴史史跡に指定することを要求した。2008年12月、ジョージ・W・ブッシュ大統領が、あたらしく指定する第二次世界大戦太平洋勇猛史跡国立記念碑9か所の1つにこの地を指定した。大陸48州のなかでは唯一の場所となった。

## 地理
アメリカ合衆国国勢調査局に拠れば、郡域全面積は4,203平方マイル (10,887 km2)であり、このうち陸地は3,944平方マイル (10,215 km2)、水域は259平方マイル (672 km2)で水域率は6.17%である。
人口密度は2.25/平方マイル (0.87 人/km2) であり、カリフォルニア州で最も低い郡の一つになっている。
地形的には大変多様である。北西縁はアメリカ合衆国西海岸では最大の楯状火山であるメデシン湖高地が占めている。ラバベッズ国立保護区が郡北西部に掛かっている。また西側境には大量のグラス山溶岩流がある。郡南西隅は孤立した硬木（オーク）の生態系と、山間渓谷のある火山という特徴がある。
郡の北半分はモドック高原であり、標高1マイル (1,600 m) の溶岩流、噴石丘、セイヨウネズ平原、松林および季節による湖が拡がっている。広さ100万エーカー (4,000 km2) に近いモドック国立の森は西のメディシン湖高地から東のワーナー山脈の間の高原にある。この高原にはミュールジカ (Odocoileus Hemionus)、ローッキーマウンテン・エルク (Cervus Canadensis) およびエダツノレイヨウ (Antilocapra Americana) の大きな群れが生息している。クリア湖国立野生生物保護区とロングベル州立動物保護区もこの高原にある。クラマス川に注ぐロスト川の流れは高原の北側の水を集め、南側は盆地の池に集まるか、郡中央部にある大きなビッグセージ貯水池に流れ込み、さらにピット川に注いでいる。
この高原の縁の下は郡最南西隅にあるビッグ・バレーであり、また郡内を流れるピット川の底を形成する大きなウォームスプリングス・バレーである。ピット川の北支流と南支流はアルトゥラスの直ぐ南で合流している。この川は南のシャスタ湖に向かう途中で、数多い小さなクリークの水を集め、サクラメント川と合流してサンフランシスコ湾に注いでいる。
郡の東縁にはウォーナー山脈がある。ピット川の源流はこの山脈にある。多くの高山湖が点在し、それらの水全てが雪解け水と自然の泉から湧き出たものである。ウォーナー山脈の東はサプライズ・バレーであり、グレートベースンの西縁にあたる。
モドック郡には温泉や溶岩洞穴が多い。地熱エネルギーの利用源もあるが、その実現可能性は変動要素が強い。
モドック郡は生物的に多様なカリフォルニア植物相地域に入っているので、植物相も多様である。ゲーリーオークやワショーマツなど多くの地域固有の樹種が見つかっている。ジェフリーマツやポンデローザマツも数多く見つかっている。

### 国立自然保護地域
- クリア湖国立野生生物保護区
- ラバベッズ国立保護区（部分）
- モドック国立の森（部分）
- シャスタ国立の森（部分）
- モドック国立野生生物保護区（部分）
- トゥール湖国立野生生物保護区（部分）

### 隣接する郡
- クラマス郡 (オレゴン州) - 北
- レイク郡 (オレゴン州) - 北
- ワショー郡 (ネバダ州) - 東
- ラッセン郡 - 南
- シャスタ郡 - 南西
- シスキュー郡 - 西

## 都市と町
- アルトゥラス
- イーグルビル（英語版）
- アディン
- カリフォルニアパインズ
- キャンビー
- シーダービル
- デイビスクリーク
- フォートビッドウェル
- レイクシティ
- ライクリー
- ルックアウト
- ニューウェル
- ニューパインクリーク
- ストロングホールド
- ティオネスタ

## 交通

### 主要高規格道路
- アメリカ国道395号線
- カリフォルニア州道139号線
- カリフォルニア州道299号線

さらに郡東部のイーグルビル、シーダービル、レイクシティおよびフォートビッドウェルの町は郡南部からオレゴン州との州境に走るサプライズ・バレー道路を経由して接続されている。

### 公共交通
セージ・ステージは郡内のオンデマンドサービスを運行している。またオレゴン州のクラマスフォールズやネバダ州のリノにも行くことができる。

### 空港
アルトゥラス近くにはアルトゥラス市民空港とカリフォルニアパインズ空港という一般用途空港がある。その他にシーダービル空港、イーグルビル空港、フォートビッドウェル空港およびトゥールレイク市民空港がある。

## 人口動態
以下は2000年の国勢調査による人口統計データである。
| 基礎データ - 人口: 9,449人 - 世帯数: 3,784 世帯 - 家族数: 2,550 家族 - 人口密度: 1人/km2（2人/mi2） - 住居数: 4,807軒 - 住居密度: 0.4軒/km2（1/mi2） 人種別人口構成 - 白人: 85.94% - アフリカン・アメリカン: 0.69% - ネイティブ・アメリカン: 4.21% - アジア人: 0.61% - 太平洋諸島系: 0.07% - その他の人種: 5.69% - 混血: 2.78% - ヒスパニック・ラテン系: 11.51% - イングランド系アメリカ人: 15% - アイルランド系アメリカ人: 14% - ドイツ系アメリカ人: 13% 主たる言語による人口構成 - 英語: 90.4% - スペイン語: 8.8% | 年齢別人口構成 - 18歳未満: 25.6% - 18-24歳: 5.7% - 25-44歳: 23.3% - 45-64歳: 27.7% - 65歳以上: 17.6% - 年齢の中央値: 42歳 - 性比（女性100人あたり男性の人口） - 総人口: 102.4 - 18歳以上: 98.7 世帯と家族（対世帯数） - 18歳未満の子供がいる: 29.1% - 結婚・同居している夫婦: 54.6% - 未婚・離婚・死別女性が世帯主: 8.8% - 非家族世帯: 32.6% - 単身世帯: 28.1% - 65歳以上の老人1人暮らし: 12.7% - 平均構成人数 - 世帯: 2.39人 - 家族: 2.91人 収入と家計 - 収入の中央値 - 世帯: 27,522米ドル - 家族: 35,978米ドル - 性別 - 男性: 30,538米ドル - 女性: 23,438米ドル - 人口1人あたり収入: 17,285米ドル - 貧困線以下 - 対人口: 21.5% - 対家族数: 16.4% - 18歳未満: 29.7% - 65歳以上: 8.6% |

モドック郡はカリフォルニア州の郡の中で、世帯当たり収入の中央値が一番低い。
2005年、家屋取得価格の中央値が初めて10万ドルを超え、2000年以降では40%の増加率となった。このことは手頃な住宅価格を求めて州の他の地域から流入した住人の影響が大きかった。その中には他地域で自家を売って利益を出し、ここに移ってきた退職者が居れば、また在宅勤務が可能な者もいる。住宅取得価格の急上昇は、地元住人の限られた収入では家を購入できないレベルになっている。

## 政治
モドック郡はアメリカ合衆国大統領および連邦議会選挙で共和党の強い地盤であり、州内でも最も共和党を強く支持している。大統領選挙で民主党が多数を取ったのは1964年のリンドン・B・ジョンソンが最後だった。
アメリカ合衆国下院議員の選挙ではカリフォルニア州第4選挙区の一部であり、カリフォルニア州議会下院議員の選挙では第2選挙区、カリフォルニア州議会上院議員の選挙では第1選挙区に入っており、これらすべて2010年時点で共和党議員が努めている。
2008年11月4日の大統領選挙では、投票者の67.9%が共和党に投票し、州内では最も高い比率でジョン・マケインを支持した郡になった。また同日の命題8に関する住民投票で郡内投票者の74.2%は法案に賛成した。これは同性同士の結婚を禁止するためのカリフォルニア州憲法修正案だった。この賛成率は75.4%で同率首位だったカーン郡とトゥーレアリ郡に次ぐものだった。